# Paracrias
Paracrias – rodzaj błonkówek z rodziny wiechońkowatych i podrodziny Entedoninae.
Takson ten opisany został w 1904 roku przez Williama Harrisa Ashmeada.
Wiechońkowate te mają głowę o przyoczkach bocznych zbliżonych silnie do ciemienia, często się z nim stykających. Utworzony z części przedplecza kołnierzyk pozbawiony jest żeberkowania. Środkowy płat mesoscutum z dwoma parami szczecin. Przednie skrzydła mają żyłkę stygmalną znacznie krótszą od żyłki marginalną, a postmarginalną jeszcze krótszą od stygmalnej lub wręcz nieobecną. Większość gatunków odznacza się obecnością na pozatułowiu wyniesionego, szerokiego, gładkiego paska środkowego, który obwarowany jest wgłębionym kanalikiem.
Niektóre gatunki pasożytują na larwach ryjkowców. Jako żywiciel notowana była także muchówka Hydrellia griseola.
Rodzaj szczególnie pospolity w tropikalnej części Ameryki.
Do rodzaju tego należy blisko 70 gatunków:
- Paracrias acidotus Hansson, 2002
- Paracrias alticola Hansson, 2002
- Paracrias angusticarina Hansson, 2002
- Paracrias anthonomi Woolley & Schauff, 1987
- Paracrias arcuatus Hansson, 2002
- Paracrias arizonensis (Ashmead, 1888)
- Paracrias astalineurus Hansson, 2002
- Paracrias aucticlavatus Hansson, 2002
- Paracrias beus Schauff, 1985
- Paracrias caelaminis Hansson, 2002
- Paracrias canadensis Gumovsky, 2001
- Paracrias cavei Hansson, 2002
- Paracrias ceratophaga Palmieri & Hansson, 2013
- Paracrias cornutus Hansson, 2002
- Paracrias coruscus Hansson, 2002
- Paracrias cyaneochlorus Hansson, 2002
- Paracrias dolichobasis Hansson, 2002
- Paracrias estrigatus Hansson, 2002
- Paracrias foveatus Hansson, 2002
- Paracrias fulvicrus Hansson, 2002
- Paracrias gigas Hansson, 2002
- Paracrias gigaspis Hansson, 2002
- Paracrias gigops Hansson, 2002
- Paracrias gnomus Hansson, 2002
- Paracrias godoyae Hansson, 2002
- Paracrias gracilentus Hansson, 2002
- Paracrias graciliclavatus Hansson, 2002
- Paracrias grandis Hansson, 2002
- Paracrias guatemalensis Schauff, 1985
- Paracrias gymnopterus Hansson, 2002
- Paracrias huberi Gumovsky, 2001
- Paracrias lanceolatus Hansson, 2002
- Paracrias laticalcar Gumovsky, 2001
- Paracrias laticeps Ashmead, 1904
- Paracrias microreticulatus Hansson, 2002
- Paracrias mirus (Girault, 1917)
- Paracrias nasifer Hansson, 2002
- Paracrias obliquus Hansson, 2002
- Paracrias obtusiclavatus Hansson, 2002
- Paracrias oikilaselva Hansson, 2002
- Paracrias onconeurus Hansson, 2002
- Paracrias ordinatus Hansson, 2002
- Paracrias osacola Hansson, 2002
- Paracrias oxyclavatus Hansson, 2002
- Paracrias pachyceps Hansson, 2002
- Paracrias panamensis Gumovsky, 2001
- Paracrias pedinus Hansson, 2002
- Paracrias petilicornis Hansson, 2002
- Paracrias pluteus Hansson, 2002
- Paracrias psilopterus Hansson, 2002
- Paracrias pubicornis Hansson, 2002
- Paracrias quesadai Hansson, 2002
- Paracrias reticulatus Hansson, 2002
- Paracrias schauffi Gumovsky, 2001
- Paracrias stenocornis Hansson, 2002
- Paracrias striatus Hansson, 2002
- Paracrias strieris Hansson, 2002
- Paracrias strigosus Hansson, 2002
- Paracrias strii Schauff, 1985
- Paracrias sulcifer Hansson, 2002
- Paracrias taniclavatus Hansson, 2002
- Paracrias trigonatus Hansson, 2002
- Paracrias triquetrus Hansson, 2002
- Paracrias uoides Hansson, 2002
- Paracrias woldai Gumovsky, 2001
- Paracrias zurquicola Hansson, 2002